# Padmait
Padmait ist ein sehr selten vorkommendes Mineral aus der Mineralklasse der „Sulfide und Sulfosalze“ mit der chemischen Zusammensetzung PdBiSe und damit chemisch gesehen Palladium-Bismut-Selenid. Als enge Verwandte der Sulfide werden die Selenide in dieselbe Klasse eingeordnet.
Padmait kristallisiert im kubischen Kristallsystem, fand sich bisher aber nur in Form isometrischer, unregelmäßiger Körner von bis zu 0,2 mm Durchmesser und als symplektische Verwachsungen mit Palladiumsulfiden. Das in jeder Form undurchsichtige (opake) Mineral zeigt auf den Oberflächen der hellgelben, im Auflicht auch rosagelben, Körner einen metallischen Glanz. Im Gegensatz dazu ist seine Strichfarbe schwarz.

## Etymologie und Geschichte
Entdeckt wurde Padmait erstmals in der Uran-Vanadium-Lagerstätte Srednyaya Padma der Velikaya Guba nahe dem gleichnamigen Fluss Padma am Onegasee auf der Halbinsel Zaonezhie (russisch Заонежский) im Süden der zur Russischen Föderation gehörenden Republik Karelien. Die Erstbeschreibung erfolgte 1991 durch Y. S. Polekhovskij, A. V. Voloshin, I. P. Tarasova, S. A. Nikitin, Y. A. Pakhomovskij, Y. P. Men’shikov, Y. L. Kretzer und T. I. Kolytscheva, die das Mineral nach dessen Typlokalität benannten.
Das Typmaterial des Minerals wird im Bergbau-Museum der Staatlichen Bergbau-Universität Sankt Petersburg (ehemals Bergbau-Institut) aufbewahrt.

## Klassifikation
Da der Padmait erst 1990 als eigenständiges Mineral anerkannt und dies erst 1991 publiziert wurde, ist er in der seit 1977 veralteten 8. Auflage der Mineralsystematik nach Strunz noch nicht verzeichnet. Einzig im Lapis-Mineralienverzeichnis nach Stefan Weiß, das sich aus Rücksicht auf private Sammler und institutionelle Sammlungen noch nach dieser alten Form der Systematik von Karl Hugo Strunz richtet, erhielt das Mineral die System- und Mineral-Nr. II/D.17-175. In der „Lapis-Systematik“ entspricht dies der Klasse der „Sulfide und Sulfosalze“ und dort der Abteilung „Sulfide mit [dem Stoffmengenverhältnis] Metall : S,Se,Te < 1 : 1“, wo Padmait zusammen mit Aurostibit, Cattierit, Changchengit, Dzharkenit, Erlichmanit, Fukuchilit, Geversit, Hauerit, Insizwait, Kruťait, Laurit, Maslovit, Mayingit, Michenerit, Penroseit, Pyrit, Sperrylith, Testibiopalladit, Trogtalit, Vaesit und Villamanínit eine eigenständige, aber unbenannte Gruppe/die „Pyrit-Gruppe“  mit der System-Nr. II/D.17 bildet (Stand 2018).
Die seit 2001 gültige und von der International Mineralogical Association (IMA) bis 2009 aktualisierte 9. Auflage der Strunz’schen Mineralsystematik ordnet den Padmait dagegen in die neu definierte Abteilung der „Metallsulfide mit dem Stoffmengenverhältnis von M : S ≤ 1 : 2“ ein. Diese ist zudem weiter unterteilt nach dem genauen Stoffmengenverhältnis und den in der Verbindung vorherrschenden Metallen, so dass das Mineral entsprechend seiner Zusammensetzung in der Unterabteilung „M : S = 1 : 2, mit Fe, Co, Ni, PGE usw.“ zu finden ist, wo es zusammen mit Changchengit, Cobaltit, Gersdorffit-P213, Gersdorffit-Pa3, Gersdorffit-Pca21, Hollingworthit, Irarsit, Jolliffeit, Kalungait, Krutovit, Maslovit, Mayingit, Michenerit, Milotait, Platarsit, Testibiopalladit, Tolovkit, Ullmannit und Willyamit die „Gersdorffitgruppe“ mit der System-Nr. 2.EB.25 bildet.
Auch die vorwiegend im englischen Sprachraum gebräuchliche Systematik der Minerale nach Dana ordnet den Padmait in die Klasse der „Sulfide und Sulfosalze“ und dort in die Abteilung der „Sulfidminerale“ ein. Hier ist er in der „Cobaltitgruppe (Kubische oder pseudokubische Kristalle)“ mit der System-Nr. 02.12.03 innerhalb der Unterabteilung „Sulfide – einschließlich Seleniden und Telluriden – mit der Zusammensetzung AmBnXp, mit (m+n) : p = 1 : 2“ zu finden.

## Chemismus
Der idealen (theoretischen) Zusammensetzung von Padmait (PdBiSe) zufolge besteht das Mineral aus Palladium (Pd), Bismut (Bi) und Selen (Se) im Stoffmengenverhältnis von 1 : 1 : 1. Dies entspricht einem Massenanteil von 26,99 % Pd, 52,99 % Bi und 20,02 % Se.
Die Werte aus 30 Mikrosondenanalyse an neun Proben vom Typmaterial ergaben allerdings eine durchschnittliche Zusammensetzung von 25,70 % Pd, 53,60 % Bi und 18,80 % Se sowie zusätzlich geringe Gehalte von 1,20 % Platin (Pt), 0,80 Silber (Ag) und 0,20 % Schwefel (S). Gelegentlich konnten auch Spuren von Gold (Au) nachgewiesen werden, meist ging dieser Wert jedoch gegen Null. Die gemessenen Zusammensetzungen korrespondieren mit der empirischen Formel Pd0,96Pt0,02Bi1,02Ag0,03Se0,94S0,02, die zu PdBiSe idealisiert wurde.

## Kristallstruktur
Padmait kristallisiert kubisch in der Raumgruppe P4132 (Raumgruppen-Nr. 213) oder P4332 (Nr. 212) mit dem Gitterparameter a = 6,45 Å sowie vier Formeleinheiten pro Elementarzelle.

## Bildung und Fundorte
Padmait findet sich in metasomatischen Gesteinen, die in shungithaltigen Meta-Schiefern des unteren Proterozoikums gebildet wurden. An seiner Typlokalität Srednyaya Padma/Velikaya Guba im Süden Kareliens tritt das Mineral in Paragenese mit Bohdanowiczit, Clausthalit, Dolomit, Froodit, Hämatit, Paraguanajuatit, chromhaltigem Phengit, Quarz, Roscoelith und Sobolevskit sowie gediegen Bismut und Gold auf.
Padmait gehört zu den sehr seltenen Mineralbildungen, die bisher nur in wenigen Proben bekannt wurden. Seine Typlokalität ist dabei der bisher einzige bekannte Fundort in Russland. Als weitere Fundorte sind nur noch die Goldmine Buraco do Ouro in der Gemeinde Cavalcante im brasilianischen Bundesstaat Goiás und der Coldwell-Komplex als größter Alkali-Komplex Nordamerikas nahe Marathon in der kanadischen Provinz Ontario bekannt (Stand 2020).